# Hydriomena pallida
Hydriomena pallida là một loài bướm đêm trong họ Geometridae.